# ريكاردو فريدريك
ريكاردو فريدريك هو لاعب كرة قدم برازيلي في مركز حراسة المرمى، ولد في 18 فبراير 1993 في البرازيل. لعب مع FC Santa Claus ‏.

## وصلات خارجية
- ريكاردو فريدريك على موقع اتحاد النرويج (النرويجية)
- ريكاردو فريدريك على موقع قاعدة بيانات كرة القدم.إي يو (الإنجليزية)
- ريكاردو فريدريك على موقع بيانات كرة القدم. دي إي (الألمانية)
- ريكاردو فريدريك على موقع Soccerway.com (الإنجليزية)